# Chef de clinique des universités-assistant des hôpitaux
Pour les articles homonymes, voir Chef de clinique et CCA.
Le chef de clinique des universités en France est un médecin désigné par une faculté de médecine pour exercer une activité médicale ou chirurgicale tout en étant impliqué dans l'enseignement et la recherche au sein des centres hospitaliers universitaires. Ce poste est prestigieux parmi les médecins et se distingue des fonctions de médecins ayant uniquement une activité hospitalière. Les chefs de clinique des universités sont généralement des médecins qui empruntent la voie menant à des postes de maîtres de conférences, et qui, à terme, peuvent être nommés au grade de professeur des universités – praticien hospitalier.  

## Chef hospitalier
Il accède à cet emploi dans les trois ans suivant la fin de son internat. Pour ce faire, le personnel doit exercer une activité clinique correspondant à sa spécialité médicale ou chirurgicale. Les dispositions statutaires pour les CCA, initialement définies par le décret no 84-135 du 24 février 1984, le sont désormais par le décret no 2021-1645 du 13 décembre 2021.
La nomination en tant que chef de clinique-assistant intervient à la suite du recrutement conjoint par le directeur régional du CHU et le directeur de l'UFR concernée, sur proposition du chef de service concerné et après avis du conseil d'UFR et de la commission médicale d'établissement.
Ces fonctions sont exercées pour une durée de deux ans renouvelable deux fois une année.
La rémunération du chef de clinique comporte un traitement principal universitaire accompagné d'un émolument hospitalier.
Le titre d'ancien chef de clinique-assistant, traduisant l'exercice de ces fonctions pendant deux ans, permet l'installation en secteur 2 dans le cadre d'une activité libérale, avec choix des honoraires et conventionnement par la sécurité sociale.

## Chef de médecine générale
Compte tenu de la spécificité de la médecine générale qui n'est pas hospitalière et de la volonté des pouvoirs publics d'assurer une meilleure formation universitaire, il a été créé le corps de chef de clinique des universités de médecine générale (CCU-MG), répondant aux mêmes contraintes réglementaires que le corps des CCA si ce n'est que l'activité de soins se fait en ambulatoire. 
Le CCU-MG accède à cet emploi dans les quatre ans suivant la fin de son internat. Les dispositions statutaires en vigueur pour les CCU-MG sont définies par le décret no 2008-744 du 28 juillet 2008.
Cette activité reste réglementée et quantifiée dans le temps de service.
Ensuite la sous-section 53.03 du CNU peut nommer des MCU et de PU de médecine générale. En 2014, ils étaient 47. Il existe en parallèle des postes de maîtres de conférence et de professeurs associés. En 2014, ils étaient 200.